# Apheidas (König von Attika)
Apheidas (altgriechisch Ἀφείδας Apheídas), der Sohn des Oxyntes und der Phyllis, war in der mythologischen Tradition nach seinem Vater König von Attika. Nach der sehr kurzen Regierungszeit von einem Jahr soll ihm sein Bruder Thymoites auf den Thron gefolgt sein. Pausanias überlieferte einen Orakelspruch, den die Athener während seiner Regierungszeit von Zeus aus Dodona erhielten.